# Thelma Madrigal
Thelma Madrigal  (Mexikóváros, Mexikó, 1985. december 31. –) mexikói színésznő, modell.

## Élete és pályafutása
1985. december 31-én született Mexikóvárosban. Karrierjét 2010-ben kezdte a Para volver a amarban, ahol Paola González Palacios szerepét játszotta. 2011-ben az Esperanza del corazón című telenovellában Lisa Dupríst alakította. 2012-ben a La mujer del vendaval című sorozatban megkapta Nisa Casteló szerepét.

## Filmszerepei
| Év        | Cím                   | Magyar cím     | Szerep                               | Megjegyzés  |
| --------- | --------------------- | -------------- | ------------------------------------ | ----------- |
| 2016      | Corazón que miente    |                | Mariela Salvatierra Morán            | Telenovella |
| 2014-2015 | La sombra del pasado  | A múlt árnyéka | Valeria Zapata Mendoza               | Telenovella |
| 2013-2014 | Por siempre mi amor   |                | Aranza de la Riva Arenas             | Telenovella |
| 2013      | El pecado de Camila   |                | Camila                               | Sorozat     |
| 2012-2013 | La mujer del vendaval |                | Nisa Casteló Berrocal                | Telenovella |
| 2011-2012 | Esperanza del corazón |                | Lisa Duprís Landa de Duarte / Mónica | Telenovella |
| 2010-2011 | Para volver a amar    |                | Paola ' Pao' González Palacios       | Telenovella |

## Díjak és jelölések
TVyNovelas-díj
| Év   | Kategória                | Cím                   | Eredmény |
| ---- | ------------------------ | --------------------- | -------- |
| 2011 | Legjobb új színésznő     | Para volver a amar    | Jelölve  |
| 2012 | Legjobb fiatal színésznő | Esperanza del corazón | Jelölve  |
| 2014 | Legjobb fiatal színésznő | La mujer del vendaval | Jelölve  |